# Lana og Lilly Wachowski
Lana Wachowski (født den 21. juni 1965) og Lilly Wachowski (født den 29. december 1967) er polsk-amerikanske filminstruktører, og de har instrueret deres film sammen. De er mest kendt som skaberne af Matrix-trilogien.

## Karriere
Søskendeparret blev født som drenge og voksede op i Chicago. De gik begge på Whitney Young High – et gymnasium kendt for at satse på bl.a. de udøvende kunstarter. Efter det gik de begge på universitet, men de droppede også begge to ud igen. Før de kom indefor i filmbranchen havde de en tæppeforretning samtidigt med, at de lavede tegneserier i deres fritid.
Første gang de stak deres ben indenfor i filmbranchen var med manuskriptet til Sylvester Stallone-filmen Assassins, der kom ud i 1995. Allerede året efter kom deres debutfilm Bound ud, som dog ikke blev nogen stor succes. Man kunne dog allerede i den film se deres store talent for at lave noget visuelt ud over det sædvanlige.
Efter det fik de så lov til at lave The Matrix, som de havde arbejdet på i flere år. Filmen blev et monster hit med dens nyskabende effekter, bl.a. brugen af bullet time, som giver seeren mulighed for at se, hvad det sker indenfor et meget kort tidsrum ved hjælp af slowmotion og et kamera, der tilsyneladende stadigt bevæger sig i normalt tempo.
Succesen for The Matrix betød, at Warner Brothers meget gerne ville lave de to efterfølgere The Matrix Reloaded og The Matrix Revolutions, som Wachowskierne allerede havde planlagt. Det betød at de fik indføjet i deres kontrakt, at de ikke behøver at stille op til nogen form for reklame eller interviews eller for den sags skyld deltage på DVD udgivelsen. Og det samtidigt med at de fik et kæmpe honorar. De to efterfølgere blev dog modtaget forholdsvist negativt, og blev langt fra så store succeser som ventet. De står også krediteret som skaberne af karakterne til en række spille- og animationsfilm samt computerspil inden for Matrix-universet.
Wachowskierne står også som producenter på filmatiseringen af tegneserien V for Vendetta med Natalie Portman og Hugo Weaving i hovedrollerne – Hugo Weaving er også skuespilleren bag Agent Smith i Matrix-trilogien.
I 2012 kom filmen Cloud Atlas, som Lana og Lilly Wachowski instruerede sammen med Tom Tykwer.
Lana Wachowski, som selv er transkønnet modtog i 2012 Human Rights Campaigns Visibility Award. Lilly Wachowski er også transkønnet.

## Filmografi
- Plastic Man – ikke produceret
- Carnivore – ikke produceret
- Assassins (1995) (manuskript)
- Bound (1996) (skrevet og instrueret)
- The Matrix (1999) (skrevet og instrueret)
- The Matrix Reloaded (2003) (skrevet og instrueret)
- The Matrix Revolutions (2003) (skrevet og instrueret)
- V for Vendetta (2006) (skrevet, baseret på tegneserien af samme navn af Alan Moore og David Lloyd)
- Cloud Atlas (2012) (skrevet og instrueret i samarbejde med Tom Tykwer og David Mitchell)[6]
- Jupiter Ascending (2015) (skrevet og instrueret)